# José Thomas Gomes da Silva
Dom José Thomas Gomes da Silva (Alexandria, 4 de agosto de 1873 — Aracaju, 31 de outubro, 1948) foi um bispo católico brasileiro, e primeiro bispo de Aracaju.